# Estação Richelieu - Drouot
Richelieu - Drouot é uma estação das linhas 8 e 9 do Metrô de Paris, localizada no limite do 2.º e do 9.º arrondissements de Paris.

## Localização
A estação se situa no cotovelo dos Grands Boulevards, formado pelo ângulo dos boulevards Montmartre e des Italiens. É nesta intersecção que começa o boulevard Haussmann. As ruas de Richelieu e Drouot, epônimas, também tem uma extremidade neste lugar.

## História
A estação foi aberta em 5 de maio de 1931. Ele leva o nome de duas ruas que serve:
- a rue Drouot, que presta homenagem ao conde Antoine Drouot (Nancy, 1774 id., 1847), que foi general de artilharia e acompanhou Napoleão Bonaparte na ilha de Elba;
- a rue de Richelieu, que presta homenagem ao Cardeal de Richelieu.

Em 25 de fevereiro de 1954, Jacques Fesch, depois de ter fugido na sequência do roubo de um escritório de câmbio do bairro seguido do assassinato de um guardião da paz, foi preso na estação.
Em 2011, 5 297 670 passageiros entraram nesta estação. Ela viu entrar 5 362 641 passageiros em 2013, o que a coloca na 72ª posição das estações de metrô por sua frequência.

## Serviços aos Passageiros

### Acesso

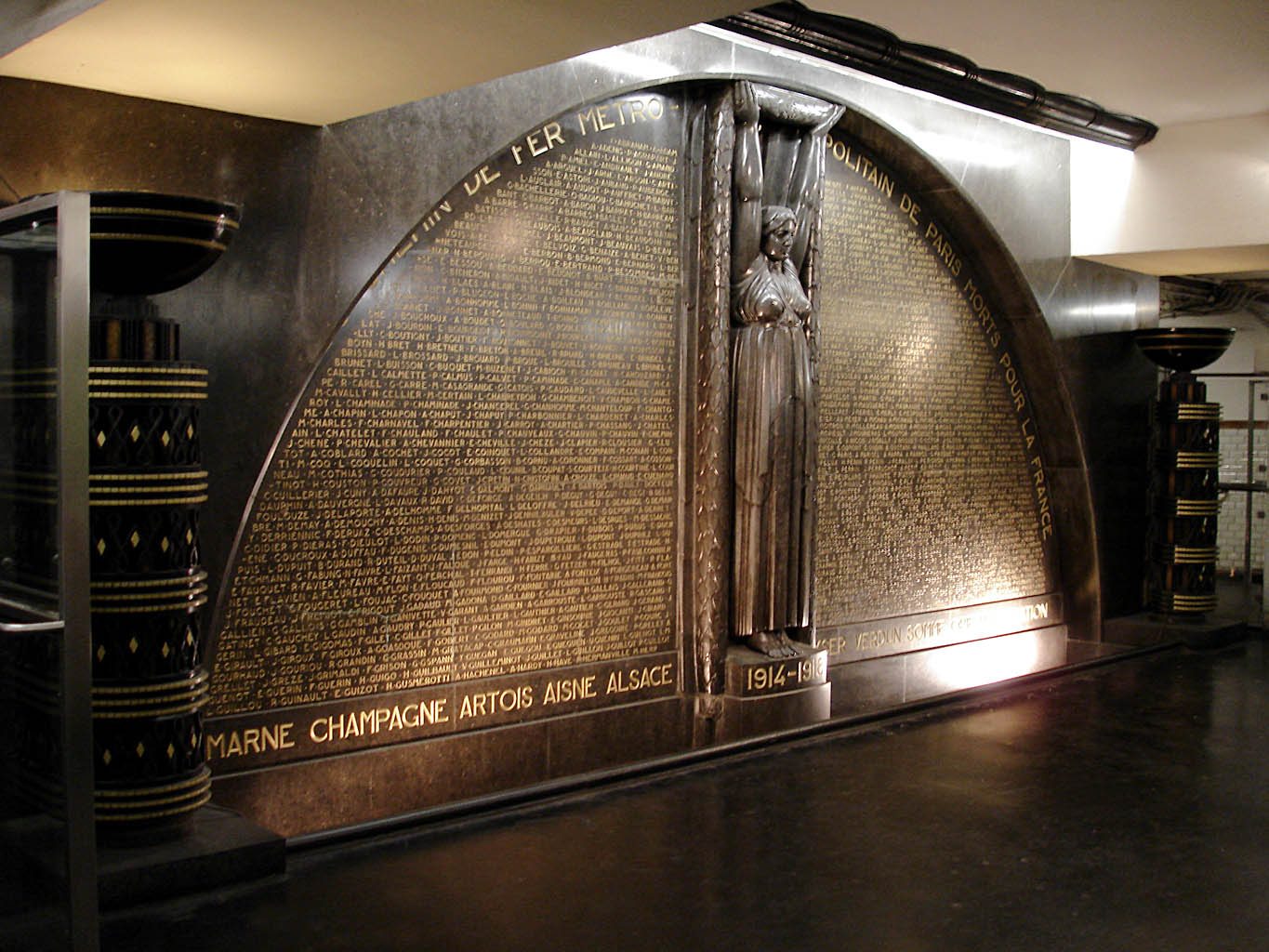
O monumento aos mortos dos agentes do metropolitano

O monumento aos mortos da CMP está implantado próximo do espaço de vendas, face a um acesso. Ele é devido ao cinzel de Carlo Sarrabezolles e foi inaugurado em 1931.
Este monumento em mármore preto é dedicado à memória dos agentes do metropolitano mortos pela França. A escultura central é ornada com uma cariátide, que mantém com seus braços erguidos a torção de pedra que a rodeia. Ela separa em duas partes o semi-círculo no interior do qual estão inscritos os nomes dos agentes do metropolitano desaparecidos durante a Primeira Guerra Mundial. A base do monumento porta os nomes dos campos de batalha da Grande Guerra. A palavra "Libertação" foi adicionada na parte inferior direita após a Segunda Guerra Mundial, para marcar a participação dos agentes da rede na Resistência.

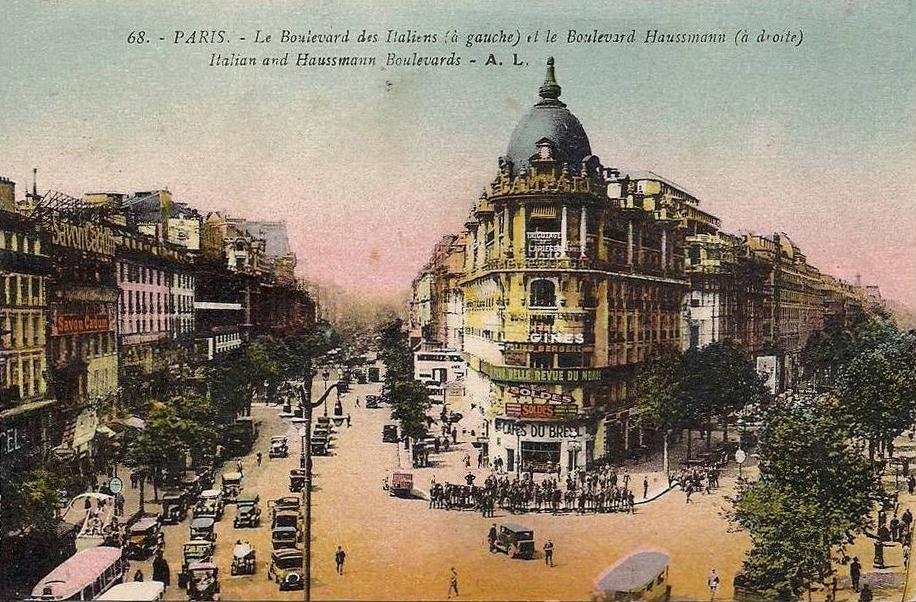
Carrefour Richelieu-Drouot na primeira metade do século XX. À esquerda, o boulevard des Italiens, à direita o boulevard Haussmann

### Plataformas
As plataformas das duas linhas são de configuração padrão: duas plataformas laterais por ponto de parada, eles são separadas pelas vias do metrô situadas no centro e a abóbada é elíptica. Sua decoração é de estilo "Andreu-Motte". As das linha 8 possuem uma rampa luminosa azul, bancos, saídas dos corredores e o tímpano lado Créteil em telhas azuis planas e assentos "Motte" azuis. As da linha 9 possuem uma rampa luminosa laranja, bancos e saídas dos corredores em telhas laranjas planas e assentos "Motte" laranjas. Para ambas as linhas, esses recursos são casados com as telhas biseladas brancas sobre os pés-direitos, a abóbada e o restante dos tímpanos, e os quadros publicitários em faiança da cor de mel e o nome da estação também em faiança no estilo da CMP original.
Estas plataformas estão entre as raras a apresentar então o gênero "Andreu-Motte" em sua totalidade, se excluirmos os tímpanos (que o tratamento das telhas planas de cores não foi sistemático).

### Intermodalidade
A estação é servida pelas linhas 20, 39, 48, 67, 74 e 85 da rede de ônibus RATP.

## Pontos turísticos
- Prefeitura do 9.º arrondissement
- Hôtel Drouot – Site Richelieu
- Théâtre national de l'Opéra-Comique
- Passage des Princes
- Le Figaro
- Golf-Drouot (desaparecido)
- Café d'Angleterre (desaparecido)

Galeria de fotografias
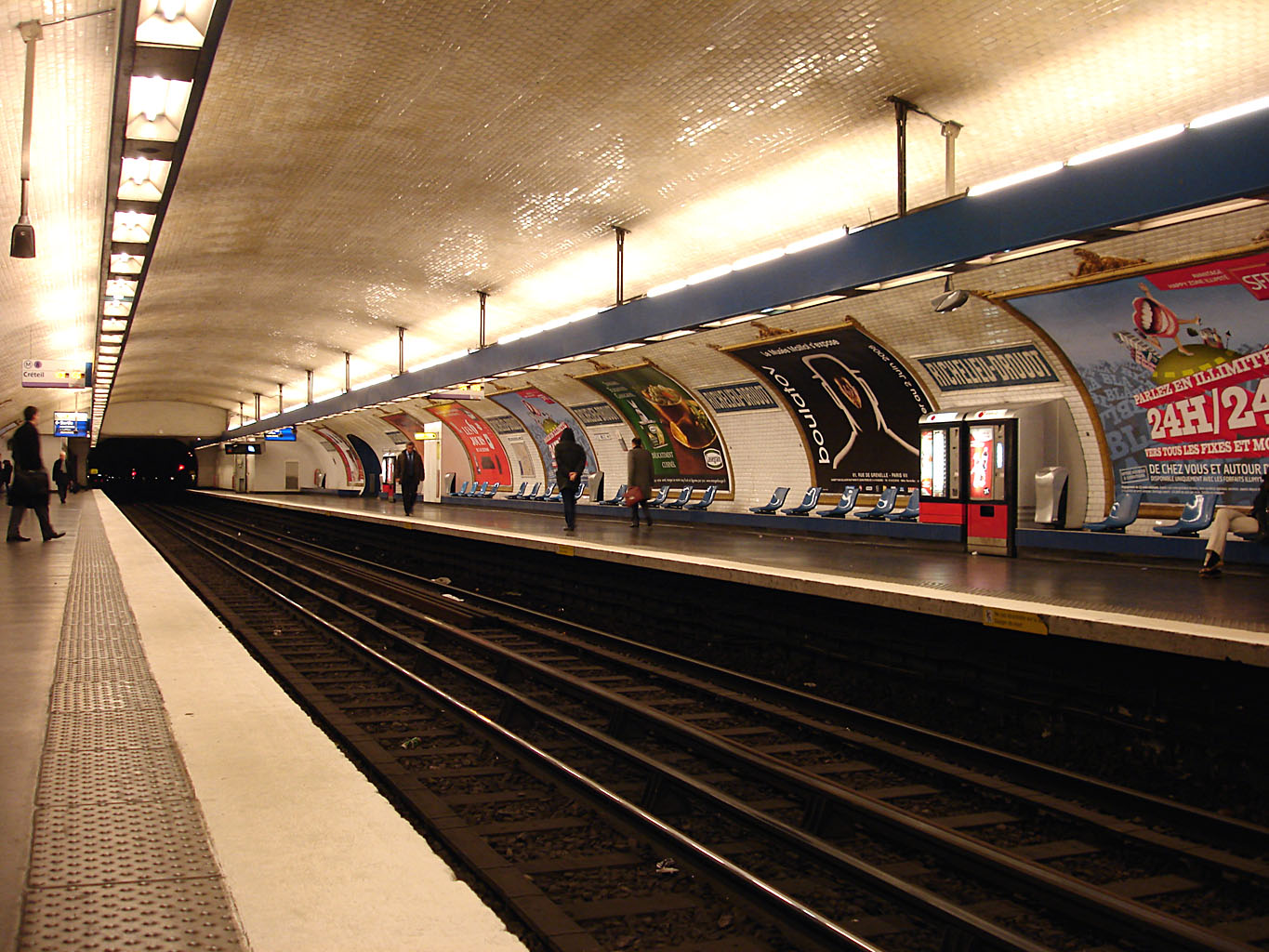
As plataformas da linha 8.
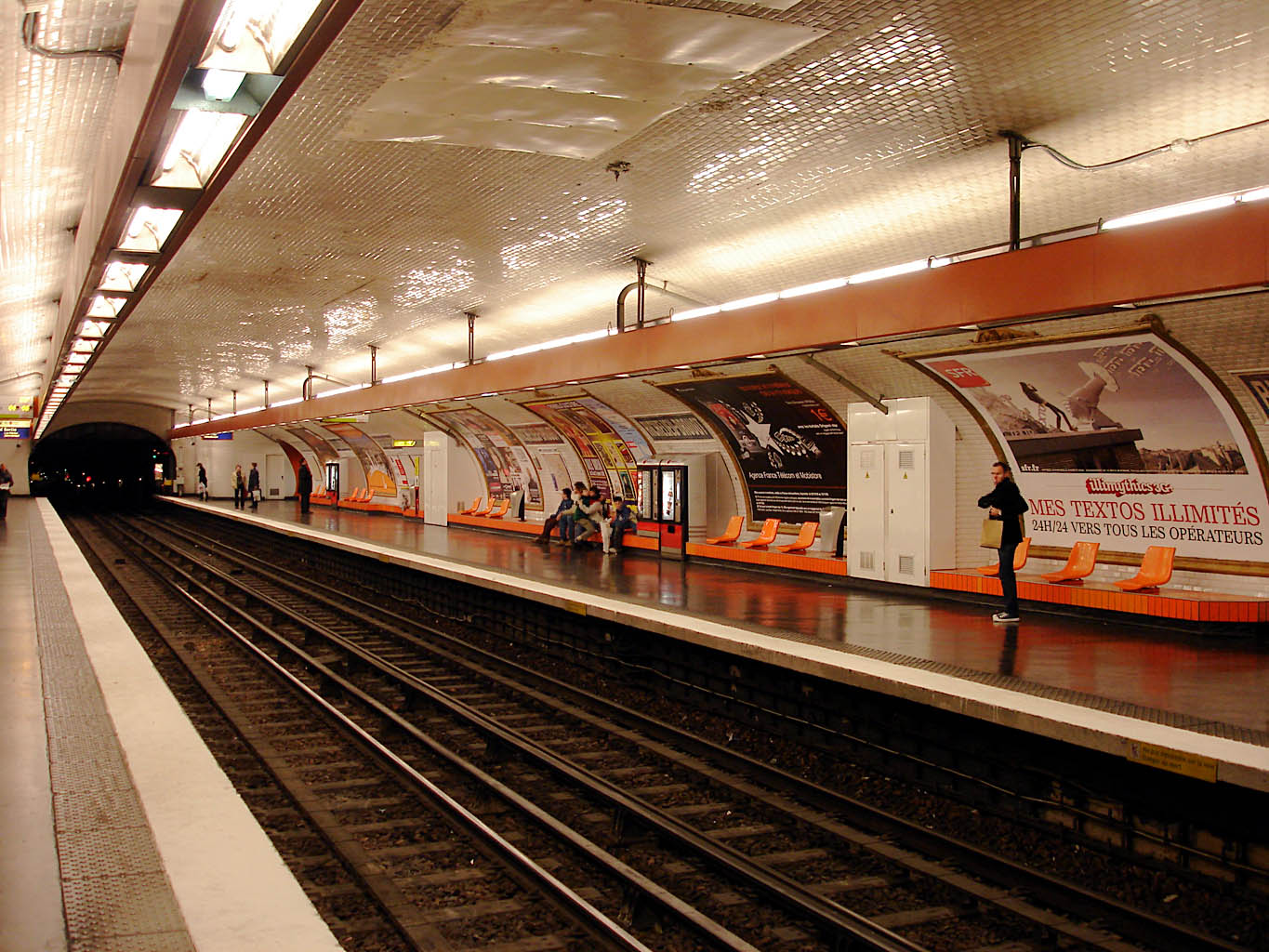
Plataformas da linha 9.
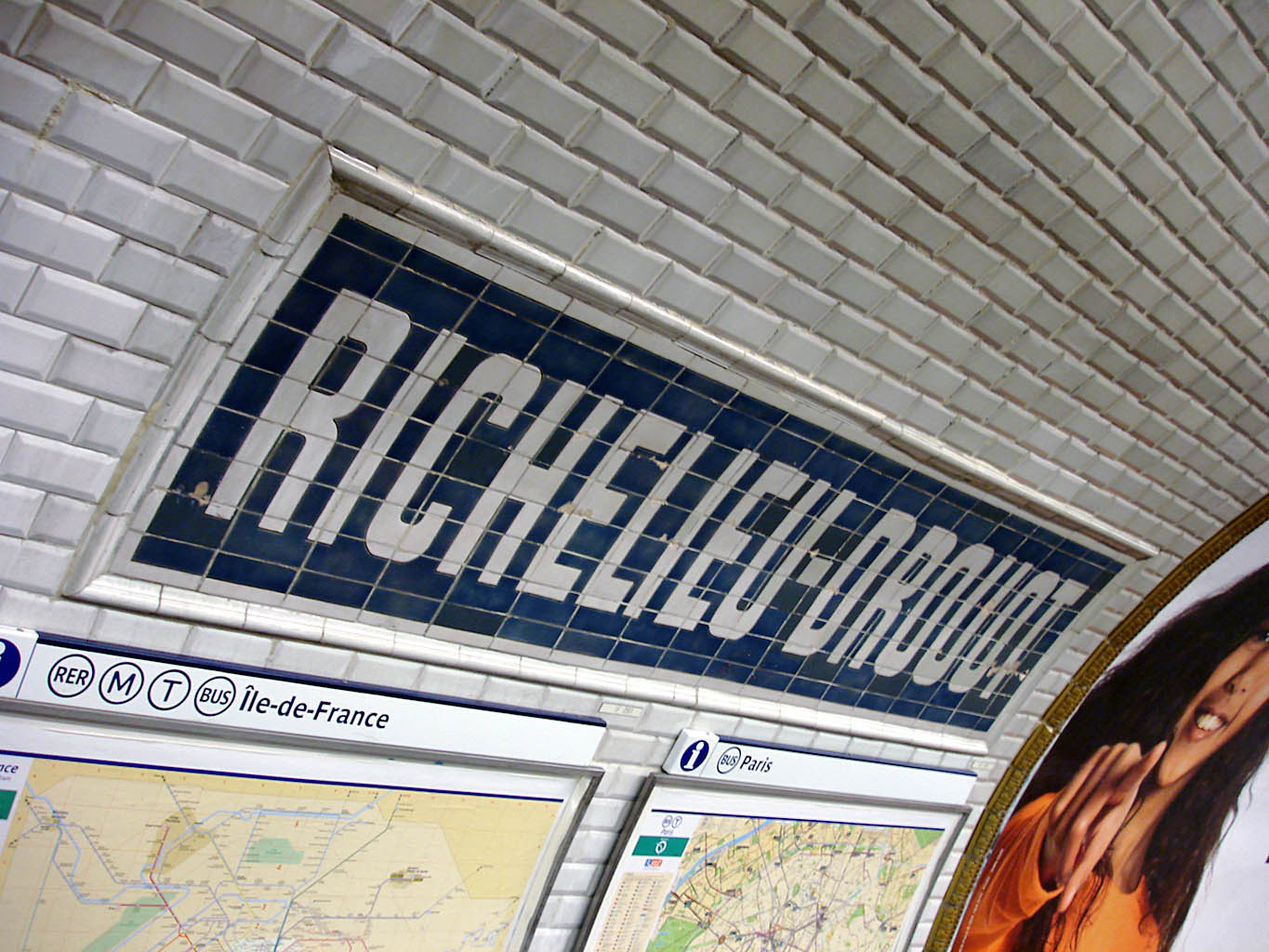